# 熊倉維仁

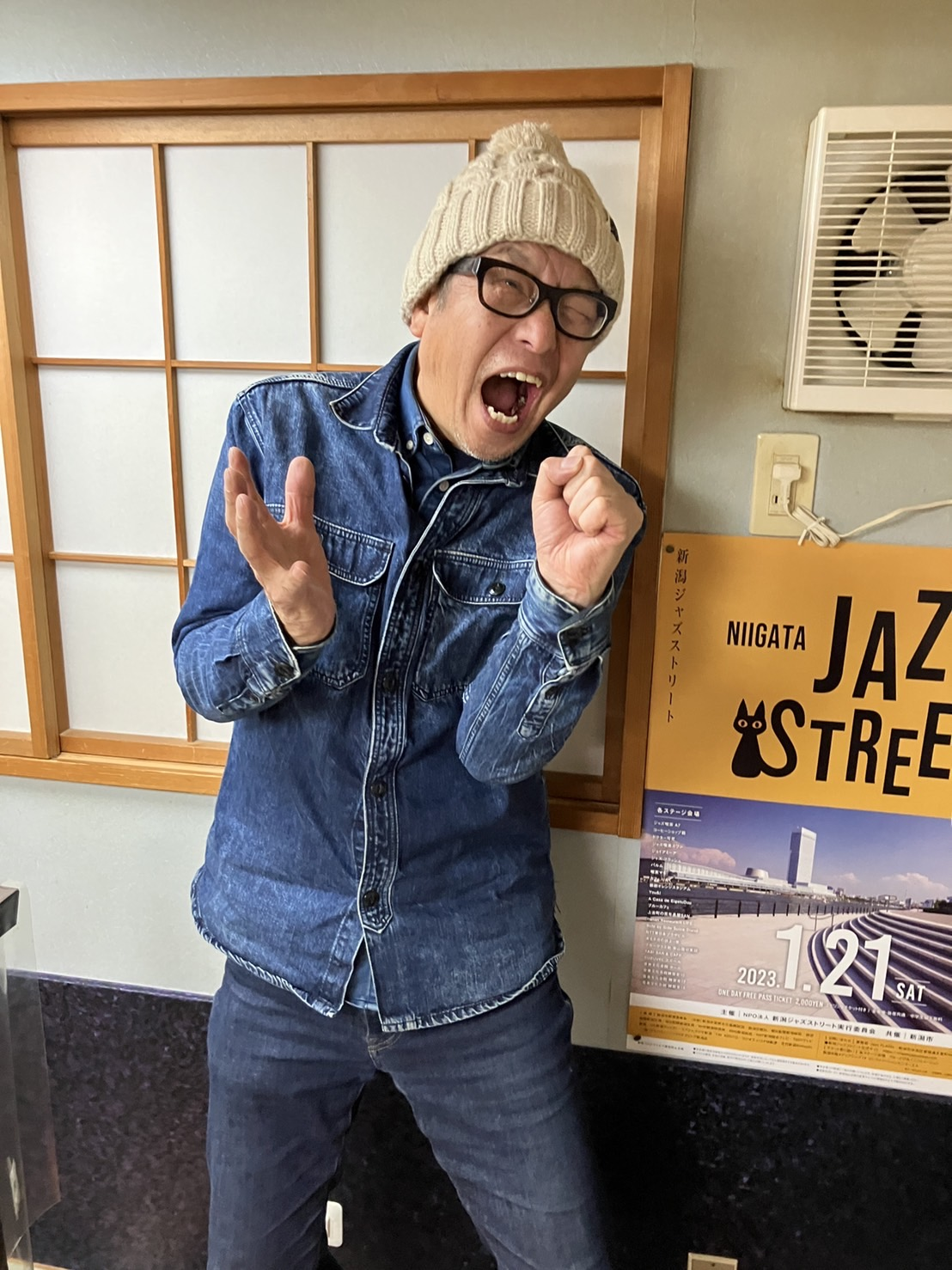
熊倉維仁（2023年撮影／新潟県中央区古町通）

熊倉 維仁（くまくら よしひと、1952年〈昭和27年〉11月14日 - ）は、日本のデザイナー、ブルースシンガー、株式会社EHクリエイターズ会長を務める。愛称は「熊さん」。Negiccoマネージャーで育ての親である。元・古町七番町商業部員。広島県広島市出身。

## 概要
1952年、広島県広島市生まれ。株式会社EHクリエイターズ会長（前社長）。原宿の美術専門学科を卒業後、東京でデザイナーの仕事に就く。27才で新潟県新潟市でフリーランスのデザイン事務所を立ち上げる。その後、広告代理店、制作プロダクションと同時並行にブルースシンガーとして活躍。出資者の1人として新潟市内のライブハウス運営に関わる。
2004年、越後屋本舗クリエーターズを立ち上げる。音楽好きで陽気な性格、困っている人を放置できない性格からNegiccoと出会い、2007年、越後屋本舗クリエイターズのアーティストとして所属。
現在は音楽仲間の坂井崇人らと「アルツハイマーブルーズバンド」「ベアスロープ」を結成し、音楽活動を行っている。

## 経歴
1952年（昭和27年）11月14日、広島県広島市の中心街に生まれる。3つ違いの妹がいる。中学時代に家庭の都合で新潟県に転居、新潟県内の高校を卒業した。
絵の仕事をしたいと東京に上京。原宿竹下通りにあったデザイン系の専門学校（絵画専攻）に入学。絵のデッサン会で知り合った大学生や浪人生と意気投合し、18才から21才まで学生運動に傾倒した。22才で都内大手代理店の制作に誘われたが、東京の暮らしに自分は向いて無いと考え、新潟県の広告代理店に入社、グラフィックデザインの仕事に就く。
1979年（昭和54年）27才で新潟駅南口の米山にフリーランスのデザイン事務所を立ち上げる。地元広告代理店ディレクターから「これからは紙媒体だけではダメ。CMの勉強もしなきゃ生きて行けないよ」と前向きな説得と誘いから、1988年、36才で新潟市内の広告代理店に再就職、デザイン制作の仕事に就いた。クライアントと直接関わることのできる営業をやりたいと思うようになり、イベント制作部を作る。それをキッカケでライブハウス「JUNK BOX（ジャンクボックス）」と深い仲となり、音楽の世界に関わるようになった。
「JUNK BOX」代表が昔ブルースバンドでデビューしてたブルースマンだったことから意気投合する。代表は熊倉のブルース愛と才能をキャッチし、熊倉が歌うステージを次々と作った。初ワンマンライブは100人以上の観客が集まるほどとなった。2000年（平成12年）48才の頃、「JUNK BOX」が全国にライブハウスの出店展開しようと出資者募集の話が舞い込む。直感で『これは面白い』と出資者となった。既に新潟に2店舗、長野、仙台にライブハウス展開をしており、全国展開の手伝いをはじめる。ライブハウスの出演者から金の卵を発掘するためプロダクション業務を設立。ライブハウスを展開する「株式会社ジャンクボックス」とプロダクション事業を展開する「株式会社ジャンクレコーズ」の2本立てで出発した。第1弾アーティストとして高岡奈央を売り出しメジャー契約まで推める。その他にアコースティックデュオ・ひなたも活躍していくものの2003年（平成15年）50才で株式会社ジャンクボックスは倒産。高岡奈央のオファーや営業が残っていたため熊倉の個人名義で「越後屋本舗クリエーターズ」を立ち上げた。
高岡奈央の仕事をキッカケに石川県金沢市にある北陸農政局から「現在日本の子供たちの食事が欧米型になって来て日本の食が疎かになってる、これは仮説だがアトピー性皮膚炎やキレる子供の情緒不安定は食にあるんじゃないか。ちゃんとした日本食の文化に乗っ取った食事を行えば病気は軽減するのではなかろうか？幼稚園児や小学校の低学年に向けた正しい食の歌を作り子供目線で歌ってくれる子は居ないかなぁ」と相談を受けた。当時、芸能スクールに在籍していたNegiccoに目をつけ大抜擢する。石川県の盆踊り「炭坑節」の替え歌を食育の啓蒙活動ソングにしてNegiccoに歌わせた。2003年（平成15年）に「ニコニコ食育音頭」を発表、15,000枚のCDを制作。幼稚園や保育園に配布した。2004年（平成16年）Negiccoが所属していた「SHOW!パフォーミングスクール」が閉校。2005年（平成17年）からNegiccoの専属マネジメントとなる。
2007年（平成19年）Negiccoは正式に「越後屋本舗クリエイターズ」に所属アーティストとなる。
2011年（平成23年）タワーレコード社長の嶺脇育夫が自社レーベル「T-Palette Records」を立ち上げる。第1弾アーティストとしてNegiccoが抜擢。それを機に様々な企業と付き合うことになったことで「株式会社EHクリエイターズ」を法人化。
2021年（令和3年）「株式会社EHクリエイターズ」代表取締役社長を退任し、会長に就任。後任としてNegiccoのディレクターを務めていた雪田容史を選任した。
2023年（令和5年）2月11日、Negicco20周年と70才の生誕を記念して初のオリジナル曲を披露。自ら作詞作曲も担当した。

## 人物
- 趣味はテニス、登山、キャンプ、カヌー、バンド活動、映画鑑賞、絵画観賞、スノボー[4]
- 好きな芸術家は、横尾忠則、岡本太郎、亀倉雄策[4]
- 好きな音楽家は、ロバート・ジョンソン、B.B.キング、アルバート・キング、フレディ・キング、サン・ハウス、ウエスト・ロード・ブルース・バンド、ブレイクダウン、憂歌団、近藤房之助[4]
- 影響を受けた人は安部公房、所ジョージ[4]
- 交友関係は、お笑い集団NAMARAの江口歩、坂井崇人、ひなた、頭脳警察のパンタ、南正人、高田渡[4]
- Negiccoが長く続く理由を聞かれ、「①新潟で家族と同居していたことが精神的バックボーンになった。②UX新潟テレビ21の社内プロジェクト「Team ECO」の告知で毎日のようにテレビに出ていたため新潟県民の間で認知度が向上した。③それに伴って新潟県内の企業の周年祭、行政のイベント、各地のお祭りなどなどからのオファーが増え、Negiccoのプロモーションと収益になった。」と取材で答えている[5]。
- Negicco専属マネジャーになった際、「東京だとアイドルやアーティストが多く、機会をつかむのが難しい。だから新潟で多くのステージを経験させたい」と考え、古町商店街や地元メディアに積極的に働きかける。新潟市の年2回のイベント「古町どんどん」でのステージ参加、地元テレビ局が推進する環境プロジェクトのイメージキャラクター、県内企業のコマーシャル出演、新潟県の「にいがた観光特使」就任など様々な経験を積ませた[3]。
- 宮島に祖母や伯父伯母が住んでいて宮島の映画館に頻繁に通っていた。上映映画の看板に魅了され絵の世界に入るキッカケをもらった。
- 幼少時代からラジオが友達だった。伯父の影響で洋楽を良く聴くようになりウォーカー・ブラザーズやスコット・ウォーカー『孤独の太陽』『ダンス天国』にハマった。中学時代からフランス映画の影響でブルースが好きになっていった。ジャン・ギャバンなどのギャング物から流れてるBGMの殆どがジャズでシーンによってはジャズブルースだった。ハードボイルドとブルースの旋律に酔いしれた[2]。
- Negiccoとの活動の中で記憶に残る思い出を聞かれ、故郷・広島の宮島に連れていったことや2019年のブルースの聖地・京都磔磔でNegiccoツアーの前日に自身がボーカルを務めるバンドでライブを開催したことを取材で明かしている[2]。

## 音楽活動

### BEARSLOPE
- 坂井崇人(ギター) 、熊倉維仁(ブルースハープ、ボーカル)[6]
- グループ名の由来は坂井の「坂」と熊倉の「熊」を英語読みして合体したところから来ている

### アルツハイマーブルースバンド
- 熊倉維仁(Vo)、坂井崇人(Gt)、大竹二郎(Gt)、寺尾敬博(Bs)、五十嵐治作(Dr)[7]
- 略称で「AHBB」と呼ばれている

## 担当アーティスト
- Negicco（2005年 - 現今）
- 高岡奈央（ジャンクレコーズ時代）
- ひなた（ジャンクレコーズ時代）

## 出演

### テレビ
- 森田一義アワー 笑っていいとも!（フジテレビ） - 「わが社のいちおしタレントコーナー」企画で出演[8]
- Dearにっぽん（NHK総合）

### ラジオ
- 金曜日のピーター&ゴードン（BSN新潟放送） - 金曜午後9時[9]

### イベント
- アルツハイマーブルースバンド「酒盛り青春回帰磔磔ライブ」（2019年11月4日、京都・磔磔[takutaku]）[10]

### 雑誌
- 月刊ウインド[11]